# 松枝村
松枝村（まつえだむら）は、かつて岐阜県羽島郡に存在した村である。
笠松町の南西部、木曽川沿いの地域である。現在の地名は、田代、門間、北及、長池である。
村名はこの地域の輪中の名、松枝輪中に由来する。

## 歴史
- かつてこの地域は尾張国葉栗郡であったが、1586年（天正14年）の大洪水により木曽川の流れが大きく変わり、葉栗郡の新たな木曽川の北岸・西岸の地域は、羽栗郡に改称され、美濃国に編入される。
- 1897年（明治30年）4月1日[1] - 羽栗郡と中島郡が合併して羽島郡となる。
- 1897年（明治30年）4月1日 - 長池村、田代村、北及村、門間村が合併して発足。
- 1910年（明治43年） - 境界線変更により、一部が笠松町に移る。
- 1950年（昭和25年）8月1日 - 笠松町に編入。同日松枝村廃止。

## 教育
- 松枝村立松枝小学校（現・笠松町立松枝小学校）
- 中学校は柳津村の羽島郡中学校組合立蘇西中学校（後の柳津町立蘇西中学校）へ通学。

## 交通機関
- 名古屋鉄道竹鼻線
  - 門間駅